# Адам Смит (фудбалер)
Адам Џејмс Смит (енгл. Adam James Smith; Лондон, 29. април 1991) енглески је фудбалер, који тренутно игра за Борнмут, а наступао је и за репрезентацију Енглеске до 21. године. Смит је продукт Тотенхемове школе фудбала. Игра на позицији десног бека. У периоду док је био члан Тотенхема био је на чак седам позајмица. Трећи клуб за који је наступао као позајмљени играч Тотенхема био је управо Борнмут, његов данашњи клуб. Потписао је уговор на три и по године са Борнмутом у јануару 2014. године.

## Трофеји
Борнмут
- Чемпионшип (1) : 2014/15.